# Унтергрисбах
Унтергрисбах (њем. Untergriesbach) град је у њемачкој савезној држави Баварска. Једно је од 38 општинских средишта округа Пасау. Према процјени из 2010. у граду је живјело 6.233 становника. Посједује регионалну шифру (AGS) 9275153.

## Географски и демографски подаци
Унтергрисбах се налази у савезној држави Баварска у округу Пасау. Град се налази на надморској висини од 556 метара. Површина општине износи 73,6 km². У самом граду је, према процјени из 2010. године, живјело 6.233 становника. Просјечна густина становништва износи 85 становника/km².

## Међународна сарадња
| Мјесто   | Држава  | Врста сарадње | Од    |
| -------- | ------- | ------------- | ----- |
| Чивезано | Италија | партнерство   | 1991. |
| Извор    |         |               |       |